# Ruffiac, Morbihan
Ruffiac är en kommun i departementet Morbihan i regionen Bretagne i nordvästra Frankrike. Kommunen ligger i kantonen Malestroit som tillhör arrondissementet Vannes. År 2022 hade Ruffiac 1 396 invånare.

## Befolkningsutveckling
Antalet invånare i kommunen Ruffiac
| Referens: INSEE |